# Senior League LIFF 2013
La LIFF Senior League 2013 è stata la 16ª edizione del campionato di flag football (7º organizzato dalla LIFF). La stagione è iniziata il 2 giugno 2013 ed è terminata il 6 ottobre 2013 con la disputa del XVI Finalbowl.

## Squadre partecipanti
| Club                   | Città                      | Risultato nella stagione 2012 |
| ---------------------- | -------------------------- | ----------------------------- |
| 65ers Arona            | Arona (NO)                 |                               |
| Apaches Bologna        | Bologna                    |                               |
| Banditi Ferrara        | Ferrara                    |                               |
| Blackreds Aosta        | Aosta                      |                               |
| Black Hammers Ostia    | Roma                       |                               |
| Blitz Ciriè            | Cirié (TO)                 |                               |
| Centurions Alessandria | Alessandria                |                               |
| Civette Ferrara        | Ferrara                    |                               |
| Cleavers Cavriago      | Cavriago (RE)              |                               |
| Condor Grosseto        | Grosseto                   |                               |
| Dragons Salento        | Lecce                      |                               |
| Cubs Roma              | Roma                       |                               |
| Flames Busto Arsizio   | Busto Arsizio (VA)         |                               |
| Gargoyles Ancona       | Ancona                     |                               |
| Goblins Lanciano       | Lanciano (CH)              |                               |
| Gorillas Varese        | Varese                     |                               |
| Guatti Ancona          | Ancona                     |                               |
| Hedgehogs Mantova      | Curtatone (MN)             |                               |
| Hunters Roma           | Roma                       |                               |
| Leoni Palmanova        | Palmanova (UD)             |                               |
| Lumberjacks Fiuggi     | Fiuggi (FR)                |                               |
| Marines Lazio          | Roma                       | Campioni in carica            |
| Pirates Loano          | Loano (SV)                 |                               |
| Raiders Roma           | Roma                       |                               |
| Razorbacks Piemonte    | Torino                     |                               |
| Refoli Trieste         | Trieste                    |                               |
| Steelers Terni         | Terni                      |                               |
| Teufel Cernusco        | Cernusco sul Naviglio (MI) |                               |
| Taz30 Bologna          | Bologna                    |                               |
| X-Men Correggio        | Correggio (RE)             |                               |

## Calendario

### 2ª giornata

#### Interdivisionale Nord Ovest-Centro Sud
| Reggio nell'Emilia 16 giugno 2013, ore 10:30 | X-Men Correggio        | 54 – 20 | Razorbacks Piemonte | Centro sportivo "Reggio Calcio"\| Arbitro: \| Crew Cleavers Cavriago \| |
| Arbitro:                                     | Crew Cleavers Cavriago |         |                     |                                                                         |

| Reggio nell'Emilia 16 giugno 2013, ore 10:30 | Template:Football Arona 65ers | 32 – 20 | Teufel Cernusco | Centro sportivo "Reggio Calcio"\| Arbitro: \| Crew Marines Lazio \| |
| Arbitro:                                     | Crew Marines Lazio            |         |                 |                                                                     |

| Reggio nell'Emilia 16 giugno 2013, ore 10:30 | Flames Busto Arsizio | 15 – 6 | Pirates Loano | Centro sportivo "Reggio Calcio"\| Arbitro: \| Crew mista \| |
| Arbitro:                                     | Crew mista           |        |               |                                                             |

| Reggio nell'Emilia 16 giugno 2013, ore 10:30 | Centurions Alessandria | 6 – 30 | Blackreds Aosta | Centro sportivo "Reggio Calcio"\| Arbitro: \| Crew Blitz Ciriè \| |
| Arbitro:                                     | Crew Blitz Ciriè       |        |                 |                                                                   |

| Reggio nell'Emilia 16 giugno 2013, ore 11:40 | X-Men Correggio                                           | 35 – 18 | Lumberjacks Fiuggi | Centro sportivo "Reggio Calcio"\| Arbitro: \| Crew Template:Football Arona 65ers e Flames Busto Arsizio \| |
| Arbitro:                                     | Crew Template:Football Arona 65ers e Flames Busto Arsizio |         |                    | |

| Reggio nell'Emilia 16 giugno 2013, ore 11:40 | Marines Lazio      | 27 – 19 | Razorbacks Piemonte | Centro sportivo "Reggio Calcio"\| Arbitro: \| Crew Pirates Loano \| |
| Arbitro:                                     | Crew Pirates Loano |         |                     |                                                                     |

| Reggio nell'Emilia 16 giugno 2013, ore 11:40 | Cleavers Cavriago | 73 – 0 | Condor Grosseto | Centro sportivo "Reggio Calcio"\| Arbitro: \| Crew Hunters Roma \| |
| Arbitro:                                     | Crew Hunters Roma |        |                 |                                                                    |

| Reggio nell'Emilia 16 giugno 2013, ore 11:40 | Black Hammers Ostia         | 7 – 22 | Teufel Cernusco | Centro sportivo "Reggio Calcio"\| Arbitro: \| Crew Centurions Alessandria \| |
| Arbitro:                                     | Crew Centurions Alessandria |        |                 |                                                                              |

| Reggio nell'Emilia 16 giugno 2013, ore 11:40 | Steelers Terni       | 52 – 7 | Blitz Ciriè | Centro sportivo "Reggio Calcio"\| Arbitro: \| Crew Blackreds Aosta \| |
| Arbitro:                                     | Crew Blackreds Aosta |        |             |                                                                       |

| Reggio nell'Emilia 16 giugno 2013 | X-Men Correggio | 33 – 0 | Goblins Lanciano | Centro sportivo "Reggio Calcio" |

| Reggio nell'Emilia 16 giugno 2013, ore 12:50 | X-Men Correggio                                | 40 – 26 | Teufel Cernusco | Centro sportivo "Reggio Calcio"\| Arbitro: \| Crew Black Hammers Ostia e Razorbacks Piemonte \| |
| Arbitro:                                     | Crew Black Hammers Ostia e Razorbacks Piemonte |         |                 |                                                                                                 |

| Reggio nell'Emilia 16 giugno 2013, ore 12:50 | Marines Lazio       | 60 – 7 | Blackreds Aosta | Centro sportivo "Reggio Calcio"\| Arbitro: \| Crew Steelers Terni \| |
| Arbitro:                                     | Crew Steelers Terni |        |                 |                                                                      |

| Reggio nell'Emilia 16 giugno 2013, ore 12:50 | Lumberjacks Fiuggi | 28 – 24 | Pirates Loano | Centro sportivo "Reggio Calcio"\| Arbitro: \| Crew Blitz Ciriè \| |
| Arbitro:                                     | Crew Blitz Ciriè   |         |               |                                                                   |

| Reggio nell'Emilia 16 giugno 2013, ore 12:50 | 65ers Arona                 | 32 – 26 | Hunters Roma | Centro sportivo "Reggio Calcio"\| Arbitro: \| Crew Centurions Alessandria \| |
| Arbitro:                                     | Crew Centurions Alessandria |         |              |                                                                              |

| Reggio nell'Emilia 16 giugno 2013, ore 12:50 | Flames Busto Arsizio   | 34 – 24 | Condor Grosseto | Centro sportivo "Reggio Calcio"\| Arbitro: \| Crew Cleavers Cavriago \| |
| Arbitro:                                     | Crew Cleavers Cavriago |         |                 |                                                                         |

| Reggio nell'Emilia 16 giugno 2013 | Goblins Lanciano | 0 – 33 | Teufel Cernusco | Centro sportivo "Reggio Calcio" |

| Reggio nell'Emilia 16 giugno 2013, ore 14:00 | Marines Lazio                          | 32 – 20 | Cleavers Cavriago | Centro sportivo "Reggio Calcio"\| Arbitro: \| Crew X-Men Correggio e Teufel Cernusco \| |
| Arbitro:                                     | Crew X-Men Correggio e Teufel Cernusco |         |                   |                                                                                         |

| Reggio nell'Emilia 16 giugno 2013, ore 14:00 | Black Hammers Ostia  | 33 – 0 | Centurions Alessandria | Centro sportivo "Reggio Calcio"\| Arbitro: \| Crew Blackreds Aosta \| |
| Arbitro:                                     | Crew Blackreds Aosta |        |                        |                                                                       |

| Reggio nell'Emilia 16 giugno 2013, ore 14:00 | Lumberjacks Fiuggi   | 28 – 24 | 65ers Arona | Centro sportivo "Reggio Calcio"\| Arbitro: \| Crew Condor Grosseto \| |
| Arbitro:                                     | Crew Condor Grosseto |         |             |                                                                       |

| Reggio nell'Emilia 16 giugno 2013, ore 14:00 | Hunters Roma       | 27 – 6 | Blitz Ciriè | Centro sportivo "Reggio Calcio"\| Arbitro: \| Crew Pirates Loano \| |
| Arbitro:                                     | Crew Pirates Loano |        |             |                                                                     |

| Reggio nell'Emilia 16 giugno 2013, ore 14:00 | Steelers Terni            | 25 – 0 | Condor Grosseto | Centro sportivo "Reggio Calcio"\| Arbitro: \| Crew Flames Busto Arsizio \| |
| Arbitro:                                     | Crew Flames Busto Arsizio |        |                 |                                                                            |

| Reggio nell'Emilia 16 giugno 2013 | Goblins Lanciano | 0 – 33 | Pirates Loano | Centro sportivo "Reggio Calcio" |

| Reggio nell'Emilia 16 giugno 2013, ore 15:10 | Pirates Loano            | 40 – 21 | Blitz Ciriè | Centro sportivo "Reggio Calcio"\| Arbitro: \| Crew Razorbacks Piemonte \| |
| Arbitro:                                     | Crew Razorbacks Piemonte |         |             |                                                                           |

| Reggio nell'Emilia 16 giugno 2013, ore 15:10 | Steelers Terni       | 32 – 39 | Cleavers Cavriago | Centro sportivo "Reggio Calcio"\| Arbitro: \| Crew X-Men Correggio \| |
| Arbitro:                                     | Crew X-Men Correggio |         |                   |                                                                       |

| Reggio nell'Emilia 16 giugno 2013, ore 15:10 | Black Hammers Ostia  | 33 – 27 | Blackreds Aosta | Centro sportivo "Reggio Calcio"\| Arbitro: \| Crew Teufel Cernusco \| |
| Arbitro:                                     | Crew Teufel Cernusco |         |                 |                                                                       |

| Reggio nell'Emilia 16 giugno 2013, ore 15:10 | Condor Grosseto         | 24 – 14 | Centurions Alessandria | Centro sportivo "Reggio Calcio"\| Arbitro: \| Crew Lumberjacks Fiuggi \| |
| Arbitro:                                     | Crew Lumberjacks Fiuggi |         |                        |                                                                          |

| Reggio nell'Emilia 16 giugno 2013, ore 15:10 | Hunters Roma                       | 38 – 12 | Flames Busto Arsizio | Centro sportivo "Reggio Calcio"\| Arbitro: \| Crew Template:Football Arona 65ers \| |
| Arbitro:                                     | Crew Template:Football Arona 65ers |         |                      |                                                                                     |

#### Divisionale Nord Est
| Ancona 16 giugno 2013, ore 10:00 | Gargoyles Ancona     | 6 – 25 | Guatti Ancona | CUS Ancona\| Arbitro: \| Crew Apaches Bologna \| |
| Arbitro:                         | Crew Apaches Bologna |        |               |                                                  |

| Ancona 16 giugno 2013, ore 11:10 | Taz30 Bologna      | 46 – 21 | Apaches Bologna | CUS Ancona\| Arbitro: \| Crew Guatti Ancona \| |
| Arbitro:                         | Crew Guatti Ancona |         |                 |                                                |

| Ancona 16 giugno 2013, ore 12:20 | Gargoyles Ancona                     | 21 – 33 | Taz30 Bologna | CUS Ancona\| Arbitro: \| Crew Guatti Ancona e Apaches Bologna \| |
| Arbitro:                         | Crew Guatti Ancona e Apaches Bologna |         |               |                                                                  |

| Ancona 16 giugno 2013, ore 13:30 | Guatti Ancona                         | 40 – 6 | Apaches Bologna | CUS Ancona\| Arbitro: \| Crew Gargoyles Ancona e Taz30 Bologna \| |
| Arbitro:                         | Crew Gargoyles Ancona e Taz30 Bologna |        |                 |                                                                   |

| Ancona 16 giugno 2013, ore 14:40 | Gargoyles Ancona   | 41 – 42 | Apaches Bologna | CUS Ancona\| Arbitro: \| Crew Taz30 Bologna \| |
| Arbitro:                         | Crew Taz30 Bologna |         |                 |                                                |

| Ancona 16 giugno 2013, ore 15:50 | Taz30 Bologna         | 15 – 33 | Guatti Ancona | CUS Ancona\| Arbitro: \| Crew Gargoyles Ancona \| |
| Arbitro:                         | Crew Gargoyles Ancona |         |               |                                                   |

### 3ª giornata

#### Interdivisionale Nord Ovest-Nord Est
| Ferrara 30 giugno 2013, ore 10:00 | X-Men Correggio      | 59 – 12 | Civette Ferrara | Campo sportivo "Mike Wyatt Field"\| Arbitro: \| Crew Banditi Ferrara \| |
| Arbitro:                          | Crew Banditi Ferrara |         |                 |                                                                         |

| Ferrara 30 giugno 2013, ore 10:00 | Cleavers Cavriago      | 27 – 45 | Taz30 Bologna | Campo sportivo "Mike Wyatt Field"\| Arbitro: \| Crew Hedgehogs Mantova \| |
| Arbitro:                          | Crew Hedgehogs Mantova |         |               |                                                                           |

| Ferrara 30 giugno 2013, ore 11:10 | X-Men Correggio        | 33 – 40 | Guatti Ancona | Campo sportivo "Mike Wyatt Field"\| Arbitro: \| Crew Cleavers Cavriago \| |
| Arbitro:                          | Crew Cleavers Cavriago |         |               |                                                                           |

| Ferrara 30 giugno 2013, ore 11:10 | Hedgehogs Mantova        | 46 – 19 | Teufel Cernusco | Campo sportivo "Mike Wyatt Field"\| Arbitro: \| Crew Razorbacks Piemonte \| |
| Arbitro:                          | Crew Razorbacks Piemonte |         |                 |                                                                             |

| Ferrara 30 giugno 2013, ore 11:10 | Leoni Palmanova     | 33 – 30 | 65ers Arona | Campo sportivo "Mike Wyatt Field"\| Arbitro: \| Crew Refoli Trieste \| |
| Arbitro:                          | Crew Refoli Trieste |         |             |                                                                        |

| Ferrara 30 giugno 2013, ore 11:10 | Apaches Bologna  | 47 – 19 | Centurions Alessandria | Campo sportivo "Mike Wyatt Field"\| Arbitro: \| Crew Blitz Ciriè \| |
| Arbitro:                          | Crew Blitz Ciriè |         |                        |                                                                     |

| Ferrara 30 giugno 2013, ore 11:10 | Gargoyles Ancona     | 53 – 6 | Flames Busto Arsizio | Campo sportivo "Mike Wyatt Field"\| Arbitro: \| Crew Blackreds Aosta \| |
| Arbitro:                          | Crew Blackreds Aosta |        |                      |                                                                         |

| Ferrara 30 giugno 2013, ore 12:20 | X-Men Correggio      | 24 – 48 | Gargoyles Ancona | Campo sportivo "Mike Wyatt Field"\| Arbitro: \| Crew Leoni Palmanova \| |
| Arbitro:                          | Crew Leoni Palmanova |         |                  |                                                                         |

| Ferrara 30 giugno 2013, ore 12:20 | Cleavers Cavriago      | 33 – 12 | Refoli Trieste | Campo sportivo "Mike Wyatt Field"\| Arbitro: \| Crew Hedgehogs Mantova \| |
| Arbitro:                          | Crew Hedgehogs Mantova |         |                |                                                                           |

| Ferrara 30 giugno 2013, ore 12:20 | Civette Ferrara  | 14 – 33 | Blitz Ciriè | Campo sportivo "Mike Wyatt Field"\| Arbitro: \| Crew 65ers Arona \| |
| Arbitro:                          | Crew 65ers Arona |         |             |                                                                     |

| Ferrara 30 giugno 2013, ore 12:20 | Guatti Ancona        | 61 – 18 | Razorbacks Piemonte | Campo sportivo "Mike Wyatt Field"\| Arbitro: \| Crew Apaches Bologna \| |
| Arbitro:                          | Crew Apaches Bologna |         |                     |                                                                         |

| Ferrara 30 giugno 2013, ore 12:20 | Blackreds Aosta      | 19 – 47 | Taz30 Bologna | Campo sportivo "Mike Wyatt Field"\| Arbitro: \| Crew Teufel Cernusco \| |
| Arbitro:                          | Crew Teufel Cernusco |         |               |                                                                         |

| Ferrara 30 giugno 2013, ore 13:30 | Banditi Ferrara    | 59 – 33 | 65ers Arona | Campo sportivo "Mike Wyatt Field"\| Arbitro: \| Crew Guatti Ancona \| |
| Arbitro:                          | Crew Guatti Ancona |         |             |                                                                       |

| Ferrara 30 giugno 2013, ore 13:30 | Leoni Palmanova          | 46 – 6 | Flames Busto Arsizio | Campo sportivo "Mike Wyatt Field"\| Arbitro: \| Crew Razorbacks Piemonte \| |
| Arbitro:                          | Crew Razorbacks Piemonte |        |                      |                                                                             |

| Ferrara 30 giugno 2013, ore 13:30 | Hedgehogs Mantova     | 33 – 18 | Blitz Ciriè | Campo sportivo "Mike Wyatt Field"\| Arbitro: \| Crew Gargoyles Ancona \| |
| Arbitro:                          | Crew Gargoyles Ancona |         |             |                                                                          |

| Ferrara 30 giugno 2013, ore 13:30 | Apaches Bologna      | 20 – 26 | Teufel Cernusco | Campo sportivo "Mike Wyatt Field"\| Arbitro: \| Crew X-Men Correggio \| |
| Arbitro:                          | Crew X-Men Correggio |         |                 |                                                                         |

| Ferrara 30 giugno 2013, ore 13:30 | Taz30 Bologna        | 34 – 18 | Centurions Alessandria | Campo sportivo "Mike Wyatt Field"\| Arbitro: \| Crew Civette Ferrara \| |
| Arbitro:                          | Crew Civette Ferrara |         |                        |                                                                         |

| Ferrara 30 giugno 2013, ore 14:40 | Cleavers Cavriago    | 59 – 33 | Banditi Ferrara | Campo sportivo "Mike Wyatt Field"\| Arbitro: \| Crew Apaches Bologna \| |
| Arbitro:                          | Crew Apaches Bologna |         |                 |                                                                         |

| Ferrara 30 giugno 2013, ore 14:40 | Leoni Palmanova    | 26 – 12 | Teufel Cernusco | Campo sportivo "Mike Wyatt Field"\| Arbitro: \| Crew Taz30 Bologna \| |
| Arbitro:                          | Crew Taz30 Bologna |         |                 |                                                                       |

| Ferrara 30 giugno 2013, ore 14:40 | Hedgehogs Mantova | 28 – 0 | Blackreds Aosta | Campo sportivo "Mike Wyatt Field"\| Arbitro: \| Crew 65ers Arona \| |
| Arbitro:                          | Crew 65ers Arona  |        |                 |                                                                     |

| Ferrara 30 giugno 2013, ore 14:40 | Flames Busto Arsizio        | 19 – 72 | Refoli Trieste | Campo sportivo "Mike Wyatt Field"\| Arbitro: \| Crew Centurions Alessandria \| |
| Arbitro:                          | Crew Centurions Alessandria |         |                |                                                                                |

| Ferrara 30 giugno 2013, ore 14:40 | Gargoyles Ancona | 53 – 19 | Razorbacks Piemonte | Campo sportivo "Mike Wyatt Field"\| Arbitro: \| Crew Blitz Ciriè \| |
| Arbitro:                          | Crew Blitz Ciriè |         |                     |                                                                     |

| Ferrara 30 giugno 2013, ore 15:50 | Banditi Ferrara           | 43 – 0 | Centurions Alessandria | Campo sportivo "Mike Wyatt Field"\| Arbitro: \| Crew Flames Busto Arsizio \| |
| Arbitro:                          | Crew Flames Busto Arsizio |        |                        |                                                                              |

| Ferrara 30 giugno 2013, ore 15:50 | Apaches Bologna      | 19 – 47 | 65ers Arona | Campo sportivo "Mike Wyatt Field"\| Arbitro: \| Crew Leoni Palmanova \| |
| Arbitro:                          | Crew Leoni Palmanova |         |             |                                                                         |

| Ferrara 30 giugno 2013, ore 15:50 | Civette Ferrara    | 43 – 17 | Blackreds Aosta | Campo sportivo "Mike Wyatt Field"\| Arbitro: \| Crew Taz30 Bologna \| |
| Arbitro:                          | Crew Taz30 Bologna |         |                 |                                                                       |

| Ferrara 30 giugno 2013, ore 15:50 | Guatti Ancona        | 53 – 7 | Blitz Ciriè | Campo sportivo "Mike Wyatt Field"\| Arbitro: \| Crew Teufel Cernusco \| |
| Arbitro:                          | Crew Teufel Cernusco |        |             |                                                                         |

| Ferrara 30 giugno 2013, ore 15:50 | Refoli Trieste        | 26 – 34 | Razorbacks Piemonte | Campo sportivo "Mike Wyatt Field"\| Arbitro: \| Crew Gargoyles Ancona \| |
| Arbitro:                          | Crew Gargoyles Ancona |         |                     |                                                                          |

#### Divisionale Centro Sud
| Fiuggi 30 giugno 2013, ore 10:30 | Lumberjacks Fiuggi    | 47 – 39 | Black Hammers Ostia | Centro sportivo comunale\| Arbitro: \| Crew Goblins Lanciano \| |
| Arbitro:                         | Crew Goblins Lanciano |         |                     |                                                                 |

| Fiuggi 30 giugno 2013, ore 10:30 | Raiders Roma       | 14 – 7 | Hunters Roma | Centro sportivo comunale\| Arbitro: \| Crew Marines Lazio \| |
| Arbitro:                         | Crew Marines Lazio |        |              |                                                              |

| Fiuggi 30 giugno 2013, ore 10:30 | Steelers Terni                        | 47 – 6 | Condor Grosseto | Centro sportivo comunale\| Arbitro: \| Crew Marines Lazio e Goblins Lanciano \| |
| Arbitro:                         | Crew Marines Lazio e Goblins Lanciano |        |                 |                                                                                 |

| Fiuggi 30 giugno 2013, ore 11:40 | Lumberjacks Fiuggi  | 28 – 27 | Marines Lazio | Centro sportivo comunale\| Arbitro: \| Crew Steelers Terni \| |
| Arbitro:                         | Crew Steelers Terni |         |               |                                                               |

| Fiuggi 30 giugno 2013, ore 11:40 | Goblins Lanciano  | 25 – 14 | Black Hammers Ostia | Centro sportivo comunale\| Arbitro: \| Crew Raiders Roma \| |
| Arbitro:                         | Crew Raiders Roma |         |                     |                                                             |

| Fiuggi 30 giugno 2013, ore 11:40 | Hunters Roma                       | 33 – 0 | Condor Grosseto | Centro sportivo comunale\| Arbitro: \| Crew Steelers Terni e Raiders Roma \| |
| Arbitro:                         | Crew Steelers Terni e Raiders Roma |        |                 |                                                                              |

| Fiuggi 30 giugno 2013, ore 12:50 | Raiders Roma      | 6 – 41 | Marines Lazio | Centro sportivo comunale\| Arbitro: \| Crew Hunters Roma \| |
| Arbitro:                         | Crew Hunters Roma |        |               |                                                             |

| Fiuggi 30 giugno 2013, ore 12:50 | Steelers Terni          | 45 – 12 | Black Hammers Ostia | Centro sportivo comunale\| Arbitro: \| Crew Lumberjacks Fiuggi \| |
| Arbitro:                         | Crew Lumberjacks Fiuggi |         |                     |                                                                   |

| Fiuggi 30 giugno 2013, ore 12:50 | Goblins Lanciano                       | 25 – 7 | Condor Grosseto | Centro sportivo comunale\| Arbitro: \| Crew Hunters Roma e Lumberjacks Fiuggi \| |
| Arbitro:                         | Crew Hunters Roma e Lumberjacks Fiuggi |        |                 |                                                                                  |

| Fiuggi 30 giugno 2013, ore 14:00 | Lumberjacks Fiuggi   | 27 – 34 o.t. (d.t.s.) | Hunters Roma | Centro sportivo comunale\| Arbitro: \| Crew Condor Grosseto \| |
| Arbitro:                         | Crew Condor Grosseto |                       |              |                                                                |

| Fiuggi 30 giugno 2013, ore 14:00 | Steelers Terni           | 21 – 34 | Marines Lazio | Centro sportivo comunale\| Arbitro: \| Crew Black Hammers Ostia \| |
| Arbitro:                         | Crew Black Hammers Ostia |         |               |                                                                    |

| Fiuggi 30 giugno 2013, ore 14:00 | Raiders Roma                               | 16 – 27 | Goblins Lanciano | Centro sportivo comunale\| Arbitro: \| Crew Black Hammers Ostia e Condor Grosseto \| |
| Arbitro:                         | Crew Black Hammers Ostia e Condor Grosseto |         |                  |                                                                                      |

### 4ª giornata (Elite Bowls)

#### Golden Bowl

##### Squadre qualificate
- Banditi Ferrara
- Cleavers Cavriago
- Gargoyles Ancona
- Guatti Ancona
- Leoni Palmanova
- Lumberjacks Fiuggi
- Marines Lazio
- Steelers Terni
- Taz30 Bologna
- X-Men Correggio

##### Gironi
| Girone A        | Girone B           |
| --------------- | ------------------ |
| Guatti Ancona   | Leoni Palmanova    |
| Taz30 Bologna   | Banditi Ferrara    |
| Marines Lazio   | Cleavers Cavriago  |
| X-Men Correggio | Gargoyles Ancona   |
| Steelers Terni  | Lumberjacks Fiuggi |

##### Prima fase
| Bologna 13 luglio 2013, ore 15:00 | Taz30 Bologna         | 26 – 13 | X-Men Correggio | Centro sportivo "Dozza"\| Arbitro: \| Crew Gargoyles Ancona \| |
| Arbitro:                          | Crew Gargoyles Ancona |         |                 |                                                                |

| Bologna 13 luglio 2013, ore 15:00 | Banditi Ferrara    | 19 – 28 | Cleavers Cavriago | Centro sportivo "Dozza"\| Arbitro: \| Crew Guatti Ancona \| |
| Arbitro:                          | Crew Guatti Ancona |         |                   |                                                             |

| Bologna 13 luglio 2013, ore 16:10 | Guatti Ancona           | 16 – 14 | Steelers Terni | Centro sportivo "Dozza"\| Arbitro: \| Crew Lumberjacks Fiuggi \| |
| Arbitro:                          | Crew Lumberjacks Fiuggi |         |                |                                                                  |

| Bologna 13 luglio 2013, ore 16:10 | Taz30 Bologna          | 13 – 48 | Marines Lazio | Centro sportivo "Dozza"\| Arbitro: \| Crew Cleavers Cavriago \| |
| Arbitro:                          | Crew Cleavers Cavriago |         |               |                                                                 |

| Bologna 13 luglio 2013, ore 16:10 | Leoni Palmanova      | 13 – 20 | Gargoyles Ancona | Centro sportivo "Dozza"\| Arbitro: \| Crew X-Men Correggio \| |
| Arbitro:                          | Crew X-Men Correggio |         |                  |                                                               |

| Bologna 13 luglio 2013, ore 17:20 | Guatti Ancona        | 12 – 6 | X-Men Correggio | Centro sportivo "Dozza"\| Arbitro: \| Crew Leoni Palmanova \| |
| Arbitro:                          | Crew Leoni Palmanova |        |                 |                                                               |

| Bologna 13 luglio 2013, ore 17:20 | Cleavers Cavriago  | 25 – 13 | Gargoyles Ancona | Centro sportivo "Dozza"\| Arbitro: \| Crew Marines Lazio \| |
| Arbitro:                          | Crew Marines Lazio |         |                  |                                                             |

| Bologna 13 luglio 2013, ore 17:20 | Banditi Ferrara     | 48 – 20 | Lumberjacks Fiuggi | Centro sportivo "Dozza"\| Arbitro: \| Crew Steelers Terni \| |
| Arbitro:                          | Crew Steelers Terni |         |                    |                                                              |

| Bologna 13 luglio 2013, ore 18:30 | Marines Lazio         | 42 – 20 | Steelers Terni | Centro sportivo "Dozza"\| Arbitro: \| Crew Gargoyles Ancona \| |
| Arbitro:                          | Crew Gargoyles Ancona |         |                |                                                                |

| Bologna 13 luglio 2013, ore 18:30 | Leoni Palmanova    | 37 – 32 | Banditi Ferrara | Centro sportivo "Dozza"\| Arbitro: \| Crew Guatti Ancona \| |
| Arbitro:                          | Crew Guatti Ancona |         |                 |                                                             |

| Bologna 13 luglio 2013, ore 18:30 | Cleavers Cavriago  | 38 – 6 | Lumberjacks Fiuggi | Centro sportivo "Dozza"\| Arbitro: \| Crew Taz30 Bologna \| |
| Arbitro:                          | Crew Taz30 Bologna |        |                    |                                                             |

| Bologna 14 luglio 2013, ore 09:30 | Taz30 Bologna        | 26 – 20 | Steelers Terni | Centro sportivo "Dozza"\| Arbitro: \| Crew Banditi Ferrara \| |
| Arbitro:                          | Crew Banditi Ferrara |         |                |                                                               |

| Bologna 14 luglio 2013, ore 09:30 | Guatti Ancona        | 14 – 37 | Marines Lazio | Centro sportivo "Dozza"\| Arbitro: \| Crew Leoni Palmanova \| |
| Arbitro:                          | Crew Leoni Palmanova |         |               |                                                               |

| Bologna 14 luglio 2013, ore 09:30 | Gargoyles Ancona     | 22 – 21 | Lumberjacks Fiuggi | Centro sportivo "Dozza"\| Arbitro: \| Crew X-Men Correggio \| |
| Arbitro:                          | Crew X-Men Correggio |         |                    |                                                               |

| Bologna 14 luglio 2013, ore 10:40 | X-Men Correggio         | 35 – 33 | Steelers Terni | Centro sportivo "Dozza"\| Arbitro: \| Crew Lumberjacks Fiuggi \| |
| Arbitro:                          | Crew Lumberjacks Fiuggi |         |                |                                                                  |

| Bologna 14 luglio 2013, ore 10:40 | Leoni Palmanova    | 33 – 13 | Cleavers Cavriago | Centro sportivo "Dozza"\| Arbitro: \| Crew Marines Lazio \| |
| Arbitro:                          | Crew Marines Lazio |         |                   |                                                             |

| Bologna 14 luglio 2013, ore 10:40 | Banditi Ferrara    | 20 – 6 | Gargoyles Ancona | Centro sportivo "Dozza"\| Arbitro: \| Crew Taz30 Bologna \| |
| Arbitro:                          | Crew Taz30 Bologna |        |                  |                                                             |

| Bologna 14 luglio 2013, ore 11:50 | Guatti Ancona        | 27 – 32 | Taz30 Bologna | Centro sportivo "Dozza"\| Arbitro: \| Crew Banditi Ferrara \| |
| Arbitro:                          | Crew Banditi Ferrara |         |               |                                                               |

| Bologna 14 luglio 2013, ore 11:50 | Marines Lazio          | 45 – 12 | X-Men Correggio | Centro sportivo "Dozza"\| Arbitro: \| Crew Cleavers Cavriago \| |
| Arbitro:                          | Crew Cleavers Cavriago |         |                 |                                                                 |

| Bologna 14 luglio 2013, ore 11:50 | Leoni Palmanova     | 21 – 18 | Lumberjacks Fiuggi | Centro sportivo "Dozza"\| Arbitro: \| Crew Steelers Terni \| |
| Arbitro:                          | Crew Steelers Terni |         |                    |                                                              |

##### Classifiche dopo la prima fase

###### Girone A
| Pos. | Squadra         | PCT   | G | V | N | P | PF  | PS  |
| ---- | --------------- | ----- | - | - | - | - | --- | --- |
| 1    | Marines Lazio   | 1.000 | 4 | 4 | 0 | 0 | 172 | 59  |
| 2    | Taz30 Bologna   | .750  | 4 | 3 | 0 | 1 | 97  | 108 |
| 3    | Guatti Ancona   | .500  | 4 | 2 | 0 | 2 | 69  | 89  |
| 4    | X-Men Correggio | .250  | 4 | 1 | 0 | 3 | 66  | 116 |
| 5    | Steelers Terni  | .000  | 4 | 0 | 0 | 4 | 87  | 119 |

###### Girone B
| Pos. | Squadra            | PCT  | G | V | N | P | PF  | PS  |
| ---- | ------------------ | ---- | - | - | - | - | --- | --- |
| 1    | Leoni Palmanova    | .750 | 4 | 3 | 0 | 1 | 104 | 83  |
| 2    | Cleavers Cavriago  | .750 | 4 | 3 | 0 | 1 | 104 | 71  |
| 3    | Banditi Ferrara    | .500 | 4 | 2 | 0 | 2 | 119 | 91  |
| 4    | Gargoyles Ancona   | .500 | 4 | 2 | 0 | 2 | 61  | 79  |
| 5    | Lumberjacks Fiuggi | .000 | 4 | 0 | 0 | 4 | 65  | 129 |

##### Finale 9º-10º posto
| Bologna 14 luglio 2013, ore 13:00 | Steelers Terni                         | 33 – 35 | Lumberjacks Fiuggi | Centro sportivo "Dozza"\| Arbitro: \| Crew Taz30 Bologna e Cleavers Cavriago \| |
| Arbitro:                          | Crew Taz30 Bologna e Cleavers Cavriago |         |                    |                                                                                 |

##### Finale 7º-8º posto
| Bologna 14 luglio 2013, ore 13:00 | X-Men Correggio      | 14 – 18 | Gargoyles Ancona | Centro sportivo "Dozza"\| Arbitro: \| Crew Leoni Palmanova \| |
| Arbitro:                          | Crew Leoni Palmanova |         |                  |                                                               |

##### Finale 5º-6º posto
| Bologna 14 luglio 2013, ore 13:00 | Guatti Ancona      | 25 – 12 | Banditi Ferrara | Centro sportivo "Dozza"\| Arbitro: \| Crew Marines Lazio \| |
| Arbitro:                          | Crew Marines Lazio |         |                 |                                                             |

##### Finale 3º-4º posto
| Bologna 14 luglio 2013, ore 14:10 | Taz30 Bologna                                             | 18 – 34 | Cleavers Cavriago | Centro sportivo "Dozza"\| Arbitro: \| Crew Steelers Terni, Lumberjacks Fiuggi e X-Men Correggio \| |
| Arbitro:                          | Crew Steelers Terni, Lumberjacks Fiuggi e X-Men Correggio |         |                   | |

##### Finale
| Bologna 14 luglio 2013, ore 14:10 | Marines Lazio                                          | 45 – 14 | Leoni Palmanova | Centro sportivo "Dozza"\| Arbitro: \| Crew Gargoyles Ancona, Guatti Ancona e Banditi Ferrara \| |
| Arbitro:                          | Crew Gargoyles Ancona, Guatti Ancona e Banditi Ferrara |         |                 |                                                                                                 |

##### Classifica finale
| Pos. | Squadra            | PCT   | G | V | N | P | PF  | PS  |
| ---- | ------------------ | ----- | - | - | - | - | --- | --- |
| 1    | Marines Lazio      | 1.000 | 5 | 5 | 0 | 0 | 217 | 73  |
| 2    | Leoni Palmanova    | .600  | 5 | 3 | 0 | 2 | 118 | 128 |
| 3    | Cleavers Cavriago  | .800  | 5 | 4 | 0 | 1 | 138 | 89  |
| 4    | Taz30 Bologna      | .600  | 5 | 3 | 0 | 2 | 115 | 142 |
| 5    | Guatti Ancona      | .600  | 5 | 3 | 0 | 2 | 94  | 101 |
| 6    | Banditi Ferrara    | .400  | 5 | 2 | 0 | 3 | 131 | 116 |
| 7    | Gargoyles Ancona   | .600  | 5 | 3 | 0 | 2 | 79  | 93  |
| 8    | X-Men Correggio    | .200  | 5 | 1 | 0 | 4 | 80  | 134 |
| 9    | Lumberjacks Fiuggi | .200  | 5 | 1 | 0 | 4 | 100 | 162 |
| 10   | Steelers Terni     | .000  | 5 | 0 | 0 | 5 | 120 | 154 |

#### Silver Bowl "I Memorial Venceslai"

##### Squadre qualificate
- Apaches Bologna

- Black Hammers Ostia
- Cubs Roma
- Goblins Lanciano
- Hunters Roma
- Raiders Roma
- Refoli Trieste

##### Incontri
| Fonte Nuova 13 luglio 2013, ore 14:00 | Hunters Roma         | 13 – 26 | Cubs Roma | Campo comunale di Tor Lupara\| Arbitro: \| Crew Apaches Bologna \| |
| Arbitro:                              | Crew Apaches Bologna |         |           |                                                                    |

| Fonte Nuova 13 luglio 2013, ore 14:00 | Raiders Roma          | 27 – 25 | Black Hammers Ostia | Campo comunale di Tor Lupara\| Arbitro: \| Crew Goblins Lanciano \| |
| Arbitro:                              | Crew Goblins Lanciano |         |                     |                                                                     |

| Fonte Nuova 13 luglio 2013, ore 15:10 | Apaches Bologna     | 19 – 34 | Cubs Roma | Campo comunale di Tor Lupara\| Arbitro: \| Crew Refoli Trieste \| |
| Arbitro:                              | Crew Refoli Trieste |         |           |                                                                   |

| Fonte Nuova 13 luglio 2013, ore 15:10 | Goblins Lanciano  | 12 – 26 | Black Hammers Ostia | Campo comunale di Tor Lupara\| Arbitro: \| Crew Hunters Roma \| |
| Arbitro:                              | Crew Hunters Roma |         |                     |                                                                 |

| Fonte Nuova 13 luglio 2013, ore 16:20 | Hunters Roma   | 38 – 31 | Goblins Lanciano | Campo comunale di Tor Lupara\| Arbitro: \| Crew Cubs Roma \| |
| Arbitro:                              | Crew Cubs Roma |         |                  |                                                              |

| Fonte Nuova 13 luglio 2013, ore 16:20 | Refoli Trieste           | 33 – 21 | Raiders Roma | Campo comunale di Tor Lupara\| Arbitro: \| Crew Black Hammers Ostia \| |
| Arbitro:                              | Crew Black Hammers Ostia |         |              |                                                                        |

| Fonte Nuova 13 luglio 2013, ore 17:30 | Hunters Roma      | 31 – 32 | Apaches Bologna | Campo comunale di Tor Lupara\| Arbitro: \| Crew Raiders Roma \| |
| Arbitro:                              | Crew Raiders Roma |         |                 |                                                                 |

| Fonte Nuova 13 luglio 2013, ore 17:30 | Black Hammers Ostia | 13 – 20 | Cubs Roma | Campo comunale di Tor Lupara\| Arbitro: \| Crew Refoli Trieste \| |
| Arbitro:                              | Crew Refoli Trieste |         |           |                                                                   |

| Fonte Nuova 13 luglio 2013, ore 18:40 | Refoli Trieste    | 39 – 27 | Goblins Lanciano | Campo comunale di Tor Lupara\| Arbitro: \| Crew Hunters Roma \| |
| Arbitro:                              | Crew Hunters Roma |         |                  |                                                                 |

| Fonte Nuova 13 luglio 2013, ore 18:40 | Raiders Roma             | 38 – 24 | Apaches Bologna | Campo comunale di Tor Lupara\| Arbitro: \| Crew Black Hammers Ostia \| |
| Arbitro:                              | Crew Black Hammers Ostia |         |                 |                                                                        |

| Fonte Nuova 14 luglio 2013, ore 09:30 | Hunters Roma          | 24 – 16 | Black Hammers Ostia | Campo comunale di Tor Lupara\| Arbitro: \| Crew Goblins Lanciano \| |
| Arbitro:                              | Crew Goblins Lanciano |         |                     |                                                                     |

| Fonte Nuova 14 luglio 2013, ore 09:30 | Refoli Trieste       | 13 – 32 | Cubs Roma | Campo comunale di Tor Lupara\| Arbitro: \| Crew Apaches Bologna \| |
| Arbitro:                              | Crew Apaches Bologna |         |           |                                                                    |

| Fonte Nuova 14 luglio 2013, ore 10:40 | Raiders Roma   | 44 – 12 | Goblins Lanciano] | Campo comunale di Tor Lupara\| Arbitro: \| Crew Cubs Roma \| |
| Arbitro:                              | Crew Cubs Roma |         |                   |                                                              |

| Fonte Nuova 14 luglio 2013, ore 10:40 | Refoli Trieste    | 73 – 0 | Apaches Bologna | Campo comunale di Tor Lupara\| Arbitro: \| Crew Hunters Roma \| |
| Arbitro:                              | Crew Hunters Roma |        |                 |                                                                 |

| Fonte Nuova 14 luglio 2013, ore 11:50 | Hunters Roma         | 25 – 34 | Raiders Roma | Campo comunale di Tor Lupara\| Arbitro: \| Crew Apaches Bologna \| |
| Arbitro:                              | Crew Apaches Bologna |         |              |                                                                    |

| Fonte Nuova 14 luglio 2013, ore 11:50 | Goblins Lanciano    | 21 – 32 | Cubs Roma | Campo comunale di Tor Lupara\| Arbitro: \| Crew Refoli Trieste \| |
| Arbitro:                              | Crew Refoli Trieste |         |           |                                                                   |

| Fonte Nuova 14 luglio 2013, ore 13:00 | Goblins Lanciano | 25 – 21 | Apaches Bologna | Campo comunale di Tor Lupara\| Arbitro: \| Crew Cubs Roma \| |
| Arbitro:                              | Crew Cubs Roma   |         |                 |                                                              |

| Fonte Nuova 14 luglio 2013, ore 13:00 | Refoli Trieste    | 41 – 22 | Black Hammers Ostia | Campo comunale di Tor Lupara\| Arbitro: \| Crew Raiders Roma \| |
| Arbitro:                              | Crew Raiders Roma |         |                     |                                                                 |

| Fonte Nuova 14 luglio 2013, ore 14:10 | Hunters Roma          | 0 – 34 | Refoli Trieste | Campo comunale di Tor Lupara\| Arbitro: \| Crew Goblins Lanciano \| |
| Arbitro:                              | Crew Goblins Lanciano |        |                |                                                                     |

| Fonte Nuova 14 luglio 2013, ore 14:10 | Black Hammers Ostia | 38 – 19 | Apaches Bologna | Campo comunale di Tor Lupara\| Arbitro: \| Crew Raiders Roma \| |
| Arbitro:                              | Crew Raiders Roma   |         |                 |                                                                 |

| Fonte Nuova 14 luglio 2013, ore 15:20 | Raiders Roma             | 32 – 14 | Cubs Roma | Campo comunale di Tor Lupara\| Arbitro: \| Crew Black Hammers Ostia \| |
| Arbitro:                              | Crew Black Hammers Ostia |         |           |                                                                        |

##### Classifica finale
| Pos. | Squadra             | PCT  | G | V | N | P | PF  | PS  |
| ---- | ------------------- | ---- | - | - | - | - | --- | --- |
| 1    | Raiders Roma        | .833 | 6 | 5 | 0 | 1 | 196 | 133 |
| 2    | Cubs Roma           | .833 | 6 | 5 | 0 | 1 | 158 | 111 |
| 3    | Refoli Trieste      | .833 | 6 | 5 | 0 | 1 | 233 | 102 |
| 4    | Hunters Roma        | .333 | 6 | 2 | 0 | 4 | 131 | 173 |
| 5    | Black Hammers Ostia | .333 | 6 | 2 | 0 | 4 | 140 | 143 |
| 6    | Goblins Lanciano    | .167 | 6 | 1 | 0 | 5 | 128 | 200 |
| 7    | Apaches Bologna     | .167 | 6 | 1 | 0 | 5 | 115 | 239 |

#### Bronze Bowl

##### Squadre qualificate
- Blackreds Aosta
- Blitz Ciriè
- Centurions Alessandria
- Civette Ferrara
- Condor Grosseto
- Flames Busto Arsizio
- Pirates Loano

##### Motivi della decisione di non disputarlo
Il Bronze Bowl - la cui sede prevista sarebbe stata Ferrara - non è stato disputato in quanto delle squadre qualificate solo 3 (Civette Ferrara,  Flames Busto Arsizio e Pirates Loano) avevano dato la disponibilità a partecipare. Dal momento che il numero di squadre non avrebbe consentito di organizzare come da regolamento un big bowl della durata di 2 giorni e che non è stato possibile trovare una data alternativa in cui fosse presente un numero maggiore di squadre, la lega ha annullato il bowl.

### 5ª giornata (Bowl divisionali)

#### Divisionale Nord Ovest
| Cernusco sul Naviglio 28 luglio 2013, ore 10:30 | Teufel Cernusco                          | 26 – 6 | Gorillas Varese | Centro sportivo "Gaetano Scirea"\| Arbitro: \| Crew Pirates Loano e Razorbacks Piemonte \| |
| Arbitro:                                        | Crew Pirates Loano e Razorbacks Piemonte |        |                 |                                                                                            |

| Cernusco sul Naviglio 28 luglio 2013, ore 10:30 | Cleavers Cavriago        | 32 – 13 | Template:Football Arona 65ers | Centro sportivo "Gaetano Scirea"\| Arbitro: \| Crew Razorbacks Piemonte \| |
| Arbitro:                                        | Crew Razorbacks Piemonte |         |                               |                                                                            |

| Cernusco sul Naviglio 28 luglio 2013, ore 10:30 | X-Men Correggio    | 48 – 0 | Flames Busto Arsizio | Centro sportivo "Gaetano Scirea"\| Arbitro: \| Crew Pirates Loano \| |
| Arbitro:                                        | Crew Pirates Loano |        |                      |                                                                      |

| Cernusco sul Naviglio 28 luglio 2013, ore 11:40 | Teufel Cernusco      | 13 – 12 | Razorbacks Piemonte | Centro sportivo "Gaetano Scirea"\| Arbitro: \| Crew X-Men Correggio \| |
| Arbitro:                                        | Crew X-Men Correggio |         |                     |                                                                        |

| Cernusco sul Naviglio 28 luglio 2013, ore 11:40 | Cleavers Cavriago                  | 42 – 0 | Flames Busto Arsizio | Centro sportivo "Gaetano Scirea"\| Arbitro: \| Crew Template:Football Arona 65ers \| |
| Arbitro:                                        | Crew Template:Football Arona 65ers |        |                      |                                                                                      |

| Cernusco sul Naviglio 28 luglio 2013, ore 11:40 | Pirates Loano                                        | 19 – 21 | Gorillas Varese | Centro sportivo "Gaetano Scirea"\| Arbitro: \| Crew X-Men Correggio e Template:Football Arona 65ers \| |
| Arbitro:                                        | Crew X-Men Correggio e Template:Football Arona 65ers |         |                 | |

| Cernusco sul Naviglio 28 luglio 2013, ore 12:50 | Teufel Cernusco                          | 28 – 13 | Flames Busto Arsizio | Centro sportivo "Gaetano Scirea"\| Arbitro: \| Crew Cleavers Cavriago e Gorillas Varese \| |
| Arbitro:                                        | Crew Cleavers Cavriago e Gorillas Varese |         |                      |                                                                                            |

| Cernusco sul Naviglio 28 luglio 2013, ore 12:50 | Razorbacks Piemonte                      | 26 – 25 | Pirates Loano | Centro sportivo "Gaetano Scirea"\| Arbitro: \| Crew Cleavers Cavriago e Gorillas Varese \| |
| Arbitro:                                        | Crew Cleavers Cavriago e Gorillas Varese |         |               |                                                                                            |

| Cernusco sul Naviglio 28 luglio 2013, ore 12:50 | X-Men Correggio                          | 25 – 12 | Template:Football Arona 65ers | Centro sportivo "Gaetano Scirea"\| Arbitro: \| Crew Cleavers Cavriago e Gorillas Varese \| |
| Arbitro:                                        | Crew Cleavers Cavriago e Gorillas Varese |         |                               |                                                                                            |

| Cernusco sul Naviglio 28 luglio 2013, ore 14:00 | X-Men Correggio                             | 54 – 6 | Gorillas Varese | Centro sportivo "Gaetano Scirea"\| Arbitro: \| Crew Teufel Cernusco e Flames Busto Arsizio \| |
| Arbitro:                                        | Crew Teufel Cernusco e Flames Busto Arsizio |        |                 |                                                                                               |

| Cernusco sul Naviglio 28 luglio 2013, ore 14:00 | Cleavers Cavriago    | 27 – 0 | Razorbacks Piemonte | Centro sportivo "Gaetano Scirea"\| Arbitro: \| Crew Teufel Cernusco \| |
| Arbitro:                                        | Crew Teufel Cernusco |        |                     |                                                                        |

| Cernusco sul Naviglio 28 luglio 2013, ore 14:00 | Template:Football Arona 65ers | 33 – 19 | Pirates Loano | Centro sportivo "Gaetano Scirea"\| Arbitro: \| Crew Flames Busto Arsizio \| |
| Arbitro:                                        | Crew Flames Busto Arsizio     |         |               |                                                                             |

#### Divisionale Nord Est
| Ferrara 28 luglio 2013, ore 10:30 | Banditi Ferrara        | 55 – 26 | Apaches Bologna | Campo sportivo "Mike Wyatt Field"\| Arbitro: \| Crew Hedgehogs Mantova \| |
| Arbitro:                          | Crew Hedgehogs Mantova |         |                 |                                                                           |

| Ferrara 28 luglio 2013, ore 10:30 | Leoni Palmanova     | 40 – 12 | Civette Ferrara | Campo sportivo "Mike Wyatt Field"\| Arbitro: \| Crew Refoli Trieste \| |
| Arbitro:                          | Crew Refoli Trieste |         |                 |                                                                        |

| Ferrara 28 luglio 2013, ore 11:40 | Banditi Ferrara      | 32 – 52 | Refoli Trieste | Campo sportivo "Mike Wyatt Field"\| Arbitro: \| Crew Leoni Palmanova \| |
| Arbitro:                          | Crew Leoni Palmanova |         |                |                                                                         |

| Ferrara 28 luglio 2013, ore 11:40 | Hedgehogs Mantova    | 46 – 9 | Apaches Bologna | Campo sportivo "Mike Wyatt Field"\| Arbitro: \| Crew Civette Ferrara \| |
| Arbitro:                          | Crew Civette Ferrara |        |                 |                                                                         |

| Ferrara 28 luglio 2013, ore 12:50 | Leoni Palmanova      | 34 – 27 | Refoli Trieste | Campo sportivo "Mike Wyatt Field"\| Arbitro: \| Crew Banditi Ferrara \| |
| Arbitro:                          | Crew Banditi Ferrara |         |                |                                                                         |

| Ferrara 28 luglio 2013, ore 12:50 | Apaches Bologna        | 33 – 20 | Civette Ferrara | Campo sportivo "Mike Wyatt Field"\| Arbitro: \| Crew Hedgehogs Mantova \| |
| Arbitro:                          | Crew Hedgehogs Mantova |         |                 |                                                                           |

| Ferrara 28 luglio 2013, ore 14:00 | Banditi Ferrara      | 21 – 27 | Hedgehogs Mantova | Campo sportivo "Mike Wyatt Field"\| Arbitro: \| Crew Leoni Palmanova \| |
| Arbitro:                          | Crew Leoni Palmanova |         |                   |                                                                         |

| Ferrara 28 luglio 2013, ore 14:00 | Refoli Trieste       | 46 – 6 | Civette Ferrara | Campo sportivo "Mike Wyatt Field"\| Arbitro: \| Crew Apaches Bologna \| |
| Arbitro:                          | Crew Apaches Bologna |        |                 |                                                                         |

| Ferrara 28 luglio 2013, ore 15:10 | Leoni Palmanova                        | 33 – 13 | Hedgehogs Mantova | Campo sportivo "Mike Wyatt Field"\| Arbitro: \| Crew Banditi Ferrara e Civette Ferrara \| |
| Arbitro:                          | Crew Banditi Ferrara e Civette Ferrara |         |                   |                                                                                           |

#### Divisionale Centro Sud
| Brecciarola 28 luglio 2013, ore 10:30 | Goblins Lanciano | 20 – 47 | Marines Lazio | Campo sportivo Brecciarola\| Arbitro: \| Crew \| |
| Arbitro:                              | Crew             |         |               |                                                  |

| Brecciarola 28 luglio 2013, ore 10:30 | Lumberjacks Fiuggi       | 19 – 20 o.t. (d.t.s.) | Raiders Roma | Campo sportivo Brecciarola\| Arbitro: \| Crew Black Hammers Ostia \| |
| Arbitro:                              | Crew Black Hammers Ostia |                       |              |                                                                      |

| Brecciarola 28 luglio 2013, ore 11:40 | Goblins Lanciano   | 6 – 20 |  | Campo sportivo Brecciarola\| Arbitro: \| Crew Marines Lazio \| |
| Arbitro:                              | Crew Marines Lazio |        |  |                                                                |

| Brecciarola 28 luglio 2013, ore 11:40 | Black Hammers Ostia | 48 – 6 | Dragons Salento | Campo sportivo Brecciarola\| Arbitro: \| Crew Raiders Roma \| |
| Arbitro:                              | Crew Raiders Roma   |        |                 |                                                               |

| Brecciarola 28 luglio 2013, ore 11:40 | Condor Grosseto         | 0 – 33 | Cubs Roma | Campo sportivo Brecciarola\| Arbitro: \| Crew Lumberjacks Fiuggi \| |
| Arbitro:                              | Crew Lumberjacks Fiuggi |        |           |                                                                     |

| Brecciarola 28 luglio 2013, ore 12:50 | Marines Lazio       | 54 – 0 | Cubs Roma | Campo sportivo Brecciarola\| Arbitro: \| Crew Steelers Terni \| |
| Arbitro:                              | Crew Steelers Terni |        |           |                                                                 |

| Brecciarola 28 luglio 2013, ore 12:50 | Lumberjacks Fiuggi       | 46 – 14 | Dragons Salento | Campo sportivo Brecciarola\| Arbitro: \| Crew Black Hammers Ostia \| |
| Arbitro:                              | Crew Black Hammers Ostia |         |                 |                                                                      |

| Brecciarola 28 luglio 2013, ore 12:50 | Condor Grosseto       | 0 – 33 | Raiders Roma | Campo sportivo Brecciarola\| Arbitro: \| Crew Goblins Lanciano \| |
| Arbitro:                              | Crew Goblins Lanciano |        |              |                                                                   |

| Brecciarola 28 luglio 2013, ore 14:00 | Condor Grosseto | 0 – 33 | Black Hammers Ostia | Campo sportivo Brecciarola\| Arbitro: \| Crew Cubs Roma \| |
| Arbitro:                              | Crew Cubs Roma  |        |                     |                                                            |

| Brecciarola 28 luglio 2013, ore 14:00 | Goblins Lanciano        | 33 – 0 | Dragons Salento | Campo sportivo Brecciarola\| Arbitro: \| Crew Lumberjacks Fiuggi \| |
| Arbitro:                              | Crew Lumberjacks Fiuggi |        |                 |                                                                     |

| Brecciarola 28 luglio 2013, ore 14:00 | Steelers Terni     | 25 – 22 | Raiders Roma | Campo sportivo Brecciarola\| Arbitro: \| Crew Marines Lazio \| |
| Arbitro:                              | Crew Marines Lazio |         |              |                                                                |

| Brecciarola 28 luglio 2013, ore 15:10 | Marines Lazio     | 33 – 13 | Black Hammers Ostia | Campo sportivo Brecciarola\| Arbitro: \| Crew Raiders Roma \| |
| Arbitro:                              | Crew Raiders Roma |         |                     |                                                               |

| Brecciarola 28 luglio 2013, ore 15:10 | Goblins Lanciano                    | 32 – 26 | Lumberjacks Fiuggi | Campo sportivo Brecciarola\| Arbitro: \| Crew Raiders Roma e Dragons Salento \| |
| Arbitro:                              | Crew Raiders Roma e Dragons Salento |         |                    |                                                                                 |

| Brecciarola 28 luglio 2013, ore 15:10 | Steelers Terni       | 33 – 20 | Cubs Roma | Campo sportivo Brecciarola\| Arbitro: \| Crew Condor Grosseto \| |
| Arbitro:                              | Crew Condor Grosseto |         |           |                                                                  |

## Playoff

### XVI Finalbowl
| Ferrara 6 ottobre 2013, ore 15:45 | Marines Lazio      | 41 – 6 | Cleavers Cavriago | Centro sportivo "Mike Wyatt Field"\| Arbitro: \| Crew Taz30 Bologna \| |
| Arbitro:                          | Crew Taz30 Bologna |        |                   |                                                                        |

La partita finale, chiamata XVI Finalbowl si è giocata il 6 ottobre 2013 a Ferrara.